# Camila Grey
Camila Grey (Camila Cristinna Gutierrez, * 6. ledna 1979, Dallas, Texas, USA) je hudebnice pocházející z Los Angeles, která působí v duu Uh Huh Her. Před působením v tomto uskupení účinkovala ve skupině Mellowdrone, kde hrála na basovou kytaru a na klávesy. Spolupracovala také s umělci, jako jsou Dr. Dre, Busta Rhymes, Tricky, Melissa Auf der Maur, Kelly Osbourne, a Adam Lambert.

## Životopis
Grey začala hrát na piano už jako malé dítě a proto navštěvovala americkou hudební školu Suzuki. Později studovala na Berklee College of Music, kde potkala Jonathana Batese, se kterým později spolupracovala v Mellowdrone. Po vystudování se přestěhovala do L.A., kde se začala hudbě věnovat naplno a pracovala zde jako sezónní hráčka. Spolupracovala na mnoha filmových soundtracích, namátkou např. Lepší pozdě nežli později, Hříšný tanec 2, Catwoman a TV seriálu Plastická chirurgie s. r. o..

## Uh Huh Her
Camila Grey pochází z Texasu, kde se na svatbě seznámila a posléze začala pracovat s Leishou Hailey (herečka známá ze seriálu Láska je Láska a bývalá členka hudební skupiny z 90. let The Murmurs) na písni, která byla vydána v roce 2007 na EP I See Red. EP album bylo nahráno v losangeleském bytě Camily Grey a vokály byly nahrány u ní v koupelně. 
Jejich druhé album Common Reaction bylo vydáno v roce 2008. Na jaře roku 2011 vydaly druhé EP nazvané "Black and Blue", ke kterému vyjely na turné v květnu 2011. Jejich zatím poslední album nazvané "Nocturnes" vyšlo 11. října 2011. Na tomto albu pracovaly několik let. Songy "Same High" a "Human Nature" byly původně napsány pro filmy Děcka jsou v pohodě a Stmívání

## Osobní život
Camila Grey se otevřeně hlásí ke své lesbické orientaci. Její partnerkou je její spoluhráčka z kapely Uh Huh Her, herečka Leisha Hailey. Jejich vztah vyšel najevo, když byly v roce 2011 eskortovány z letadla za to, že se veřejně políbily.Camila v současnosti randí s talentovanou fotografkou Chelsea Watcher.